# FireEye
FireEye — американська публічна корпоративна компанія, яка спеціалізується на питаннях кібербезпеки та надає продукти та послуги для захисту від найсучасніших комп'ютерних загроз, таких як розвинена стала загроза та фішинг. Штаб-квартира компанії знаходиться в Каліфорнії. Вважається основоположником систем захисту від загроз «нульового дня». Входить в ТОП-10 світового рейтингу компаній по кібербезпеці.
Газета USA Today стверджує, що FireEye була залучена до розслідування щодо хакерських атак проти таких компаній як Target, JP Morgan Chase, Sony Pictures, Anthem та інших. Yahoo! Finance зазначив, що FireEye є компанією з найбільшими темпами розвитку у своїй галузі, згідно з Deloitte.

## Історія
Компанія заснована у лютому 2004 року пакистанським американцем Ашаром Азізом із венчурним капіталом, наданим Sequoia Capital.
У червні 2012 року колишній генеральний директор та президент McAfee Дейв ДеВальт приєднався до FireEye як голова. ДеВальт був призначений головним виконавчим директором у листопаді 2012 року.
20 вересня 2013 року компанія була публічно представлена на NASDAQ.
У травні 2016 року було оголошено, що Дейв ДеВальт відійде з посади головного виконавчого директора та стане виконавчим головою з 15 червня 2016 року. ДеВальт був заміщений президентом компанії Кевіном Мандіа. Він став співробітником із придбанням компанії Mandiant в 2013 році.

## Продукти та послуги
- Платформа FireEye — інтелектуальний мережевий брандмауер;

- FireEye EX — рішення для захисту від фішингу;

- FireEye Network — платформа кібербезпеки;
- Central Management System (CMS) — центральна система керування для програмного забезпечення безпеки;
- Dynamic Threat Intelligence;
- FireEye Cloud.

## Діяльність

### 2008—2014
У жовтні-листопаді 2009 року компанія FireEye взяла участь у спробі знести ботнет Mega-D (також відомий як Ozdok). 16 березня 2011 року ботнет Rustock був знищений через дії Microsoft, федеральних правоохоронних органів США, FireEye та Університету Вашингтон. У липні 2012 року FireEye брала участь у аналізі командних і контрольних серверів ботнету Grum, розташованих у Нідерландах, Панамі та Росії.
У 2014 році команда FireEye Labs визначила дві загрози «нульового дня» — CVE-2014-4148 та CVE-2014-4113. Обидві загрози експлуатують ядро Windows. Також у 2014 році FireEye надала інформацію про групу загроз, яку вона називає FIN4. FIN4, мабуть, проводить вторгнення, орієнтовані на єдину ціль: отримання доступу до інсайдерської інформації, здатної зробити або знизити ціни на акції публічних компаній. Група орієнтована на сотні компаній та спрямована на адреси електронної пошти працівників С-рівня, юридичних консультантів, регуляторних органів, а також інших осіб, які регулярно обговорюють конфіденційну інформацію, що рухається на ринку. Також у 2014 році FireEye випустив звіт, присвячений групі загроз, яка називається APT28. APT28 зосереджується на зборі даних, у яких зацікавлені уряди деяких країн. Зокрема, FireEye з'ясувала, що з кінця 2007 року APT28 збирає особливу інформацію, що стосується урядів, військових та організацій безпеки, яка може бути використана російським урядом.

### 2015
У 2015 році FireEye підтвердила існування щонайменше 14 імплантологічних роутерів, що розташовуються в чотирьох різних країнах: Україні, Філіппінах, Мексиці та Індії. Називається SYNful Knock, імплантат — це прихована модифікація зображення прошивки маршрутизатора роутера.
У 2015 році FireEye виявила атаку, яка використовувала дві раніше невідомі вразливості: одну в Microsoft Office (CVE-2015-2545), а іншу у Windows (CVE-2015-2546). Зловмисники сховали експлойт у документі Microsoft Word (.docx), який видавався за резюме. Комбінація цих двох експлойтів забезпечувала повне привілейоване віддалене виконання коду. Обидві уразливості були виправлені корпорацією Майкрософт.
У 2015 році команда FireEye в Сінгапурі розкрила фішингову кампанію, яка використовувала вразливість Adobe Flash Player (CVE-2015-3113). Adobe виправив цю несправність. FireEye приписує діяльність китайській групі, яку вона відстежує як APT3.

### 2016
У 2016 році FireEye оголосила, що вона відстежує пару кіберзлочинців, яку називають «брати Вендетта». Компанія повідомила, що дует використовує різні стратегії для крадіжок платіжних карток і продажу їх на «підземному» риноку «Vendetta World».
В середині 2016 року, FireEye випустила звіт про вплив угоди 2015 року між президентом США Бараком Обамою і президентом Китаю Сі Цзіньпіном, що уряди не будуть «проводити або свідомо підтримувати кібер-атаки та крадіжи інтелектуальної власності» для економічної вигоди. Компанія переглянула діяльність 72 груп, підозрюваних в діяльності на Китай і визначила, що на середину 2014 року загалом знизилися успішні компроміси в мережі від китайських груп проти США та 25 інших країн.
8 травня 2016 року FireEye виявила атаку, яка використовувала раніше невідому вразливість в Adobe Flash Player (CVE-2016-4117). Фірма повідомила про цю проблему команді реагування на появу інцидентів від компанії Adobe (PSIRT), і Adobe випустила патч для цієї вразливості, проте лише через чотири дні.
З 2016 рік FireEye виявила широко поширену вразливість, що діє на Android пристроях, яка дозволяє потенційно виконувати такі дії, як перегляд історії SMS бази даних і телефону жертви. FireEye співпрацювала із компанією Qualcomm для вирішення цієї проблеми.
У 2016 році компанія FireEye надала детальну інформацію про FIN6, кібер-злочинну групу, яка викрадає дані про платіжні картки. У групі спостерігалася агресивна орієнтація та компрометація торгових точок (POS), а також зняття мільйонів номерів платіжних карток, які пізніше були продані на «підземному» ринку.

### 2017
У 2017 році компанія FireEye виявила шкідливі документи Microsoft Office RTF, які використовували раніше невідому уразливість CVE-2017-0199. Ця вразливість дозволяє злочинцю завантажувати та виконувати сценарій Visual Basic, що містить команди PowerShell, коли користувач відкриває документ, що містить вбудований експлойт. FireEye поділився деталями вразливості з Microsoft та скоординував публічне розкриття інформації та випуску патчу від Microsoft для усунення вразливості.

### 2020
У 2020 році компанія наряду із іншими компаніями та держорганами США була атакована хакерами в результаті атаки Sunburst.